# Vanikoridae
Famille
Synonymes
- Naricidae Récluz, 1845

Les Vanikoridae constituent une famille de mollusques gastéropodes marins parasites de l'ordre des Littorinimorpha. 

## Synonymes
- Caledoniellidae Rosewater, 1969[1]
- Merriidae Hedley, 1918[1]
- Naricidae Récluz, 1845[1]

## Liste des genres
Selon World Register of Marine Species (26 mars 2016) :
- genre Amamiconcha Habe, 1961
- genre Berthais Melvill, 1904
- genre Caledoniella Souverbie, 1869
- genre Constantia A. Adams, 1860
- genre Fossarella Thiele, 1925
- genre Japanonoba Habe & Ando, 1987
- genre Kaawatina Bartrum & Powell, 1928
- genre Larinopsis Gatliff & Gabriel, 1916
- genre Larsenia Warén, 1989
- genre Macromphalina Cossmann, 1888
- genre Macromphalus S. V. Wood, 1842
- genre Megalomphalus Brusina, 1871
- genre Micreschara Cossmann, 1891
- genre Naricava Hedley, 1913
- genre Nilsia Finlay, 1926
- genre Radinista Finlay, 1926
- genre Stenotis A. Adams, 1863
- genre Talassia Warén & Bouchet, 1988
- genre Tropidorbis Iredale, 1936
- genre Tubiola A. Adams, 1863
- genre Vanikoro Quoy & Gaimard, 1832
- genre Zeradina Finlay, 1926